# Schlangenberg (Namibia)
Der Schlangenberg ist mit einer Höhe von 2019 m einer der höchsten Berge in Namibia und Teil der Auasberge südöstlich von Windhoek, einer rund 50 km langen Gebirgskette mit einer Breite von nur 10 km, die Kammlinie ist durchschnittlich auf 2000 m.